# Christopher Hahn
Christopher Hahn (* 1984 in Erlabrunn) ist ein deutscher parteiloser Politiker (ehemals AfD) und von 2019 bis 2024 Landtagsabgeordneter in Sachsen.

## Leben und beruflicher Werdegang
Hahn absolvierte von 2001 bis 2004 eine Berufsausbildung zum Straßen- und Kanalbauer und arbeitete danach ein Jahr lang als Fachkraft für Straßenbau. Im Jahre 2005 trat Hahn in die Bundeswehr ein und diente bis 2019 als Berufssoldat (letzter Dienstgrad: Hauptfeldwebel).
Hahn lebt in Zwickau, ist Vater eines Kindes und als geschäftsführender Gesellschafter mehrerer Unternehmen tätig. 

## Politik
Hahn wurde bei den Kommunalwahlen in Sachsen 2019 in den Stadtrat von Zwickau gewählt.
Hahn war Direktkandidat im Wahlkreis Zwickau 2 bei der Landtagswahl in Sachsen 2019 und scheiterte mit 31,96 Prozent am CDU-Kandidaten Jan Löffler (39,1 %), doch Hahn zog über Platz 23 der Landesliste der AfD Sachsen in den sächsischen Landtag ein. Im April 2021 kündigte er an, die AfD und deren Landtagsfraktion zu verlassen. 2024 bewarb er sich nicht mehr um ein Landtagsmandat.